# Leopoldina del Brasile
Leopoldina del Brasile, (nome completo Leopoldina Teresa Francisca Carolina Micaela Gabriela Rafaela Gonzaga de Bragança) (Rio de Janeiro, 13 luglio 1847 – Vienna, 7 febbraio 1871), infanta del Brasile e principessa di Sassonia-Coburgo-Gotha per nascita, divenne duchessa di Sassonia per matrimonio.

## Famiglia d'origine
Suo padre era l'imperatore Pietro II del Brasile (1825-1891) della casa di Braganza, figlio dell'imperatore Pietro I (1798-1834) e dell'imperatrice Maria Leopoldina (1797-1826), nata arciduchessa d'Austria; sua madre era l'imperatrice Teresa Cristina di Borbone-Due Sicilie (1822-1889), a sua volta figlia del re Francesco I delle Due Sicilie (1777-1830) e della regina Maria Isabella (1789-1848), nata infanta di Spagna.
Nacque nel Paço de São Cristóvão, Quinta de Boa Vista, Rio de Janeiro. Leopoldina e la sorella maggiore Isabella trascorsero la maggior parte della loro infanzia nella città di Petrópolis. Numerosi insegnanti vennero incaricati di educare le due giovani principesse e fu elaborato un rigoroso e vastissimo programma di studi vigilato costantemente dall'Imperatore, che comprendeva, oltre al portoghese e la sua letteratura, il francese, l'inglese, l'italiano, il tedesco, il latino e il greco, la storia, tutte le materie scientifiche, come algebra, geometria, chimica, fisica e, ancora, geografia, cosmografia, botanica, zoologia, mineralogia, geologia, economia, retorica, disegno, pittura e musica. Le principesse seguivano le lezioni per sei giorni alla settimana, dalle sette del mattino alle nove e mezzo della sera. Potevano ricevere visite solo nei giorni festivi o in altre occasioni, solo se permesse dall'Imperatore. Alternavano lo studio con alcuni momenti di svago, tra i quali i preferiti erano le passeggiate a cavallo.

## Matrimonio
Pietro II aveva incaricato la sorella, Francesca, di trovare dei mariti per le sue figlie. I due candidati scelti dall'imperatore - suo nipote, Pietro, duca di Penthièvre, e Filippo, conte di Fiandra (figlio di Leopoldo I del Belgio) respinsero l'offerta portando il monarca a scegliere Luigi Augusto di Sassonia-Coburgo-Gotha e di Gaston d'Orléans.

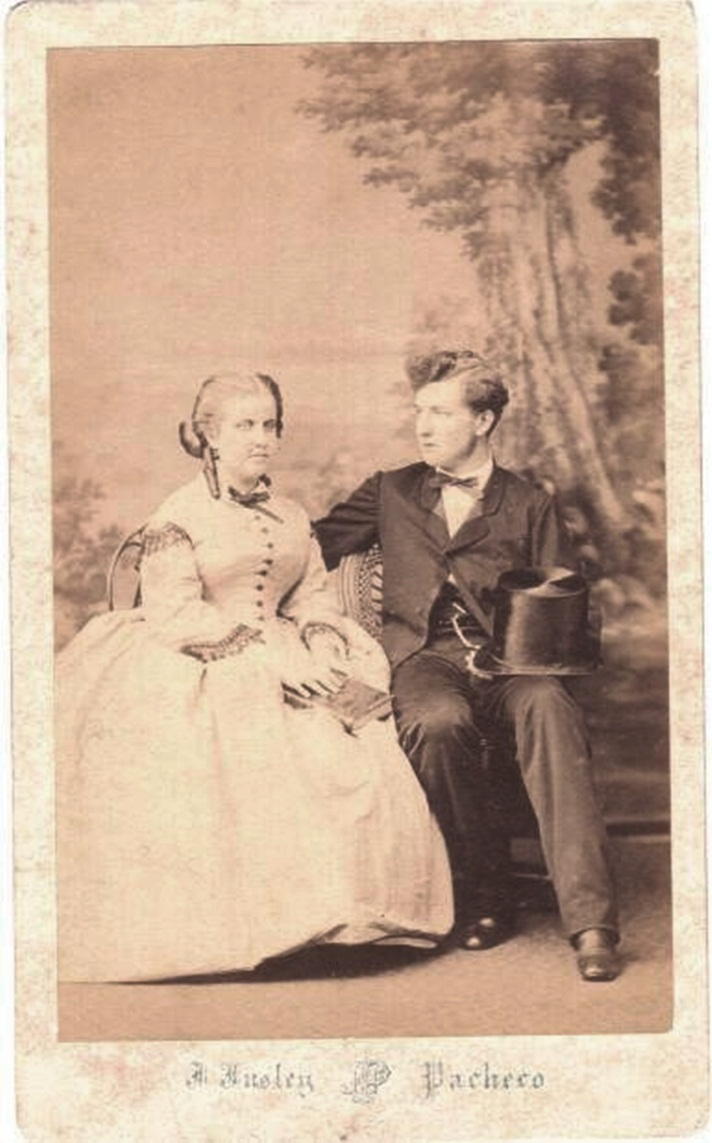
Leopoldina di Braganza e Luigi Augusto di Sassonia-Coburgo-Gotha, nel 1865

L'unione di Leopoldina e Luigi Augusto è stato concordato attraverso una convenzione matrimoniale stipulato tra l'imperatore del Brasile e Ernesto II, duca di Sassonia-Coburgo-Gotha. Secondo agli articoli 3, 4 e 5 del contratto stipulato, si stabilì che la coppia avrebbe dovuto, tra le altre cose, risiede parte dell'anno in Brasile.
Il 15 dicembre del 1864, Leopoldina sposò il principe Luigi Augusto di Sassonia-Coburgo-Kohary (1842-1922), figlio secondogenito del principe Augusto di Sassonia-Coburgo-Kohary (1818-1881) e della principessa Clementina d'Orléans (1817-1907).

Luigi Augusto era nipote del re dei francesi Luigi Filippo d'Orléans e cugino di Gastone d’Orléans, conte d'Eu, marito di sua cognata Isabella.

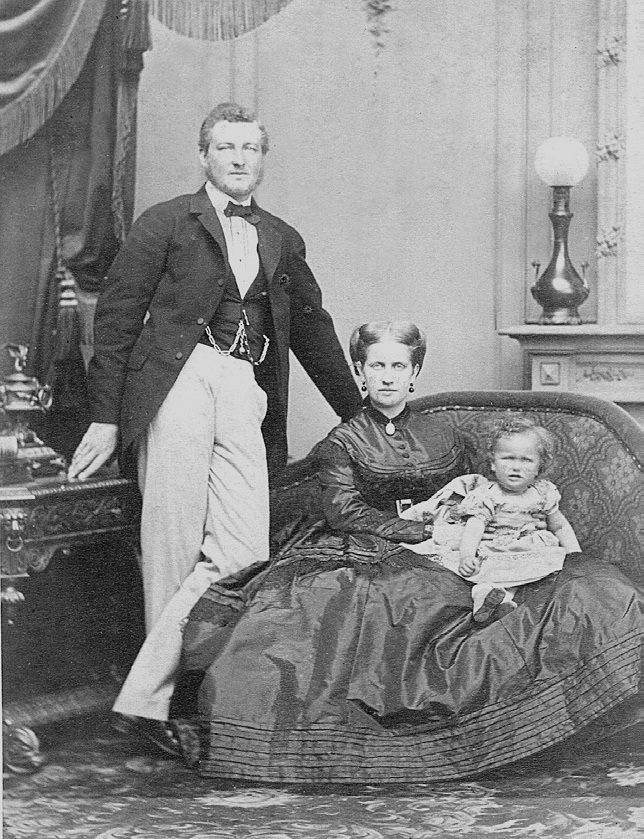
I duchi di Sassonia con il loro primogenito, Pietro Augusto, nel 1866.

Dal matrimonio nacquero quattro figli:
- Pietro Augusto, nato a Rio de Janeiro il 19 maggio del 1866 e morto a Vienna il 6 luglio del 1934; succedette al padre come principe di Kohary e, alla sua morte senza prole, gli succedette il nipote Ranieri di Sassonia-Coburgo-Kohary;
- Augusto Leopoldo, nato a Rio de Janeiro il 6 dicembre del 1867 e morto a Schladming l'11 ottobre del 1922;
- Giuseppe Ferdinando, nato a Petrópolis il 21 maggio del 1869 e morto a Vienna il 13 agosto del 1888;
- Luigi Gastone, nato a Ebenthal il 15 settembre del 1870 e morto a Innsbruck il 23 gennaio del 1942), sposò nel 1900 la principessa Matilde di Baviera e, nel 1907 la contessa Anna di Trauttmansdorff-Weinsberg.

## Morte
Nei primi mesi del 1871, Leopoldina mostrò i primi sintomi della malattia che l'avrebbe uccisa.
Leopoldina morì a Vienna di febbre tifoide all'età di ventitré anni.
In onore della principessa, l'imperatore Francesco Giuseppe I d'Austria decretò, lutto ufficiale per 30 giorni. Dopo il funerale solenne celebrata dal Nunzio Apostolico, monsignor Mariano Falcinelli Antoniacci, il suo corpo fu trasferito a Coburg, in cui i rappresentanti di tutte le case reali d'Europa hanno partecipato alla sepoltura. Il suo corpo riposa nella cripta della chiesa di San Agostino, a Coburgo, accanto alle tombe di suo marito e dei figli.

## Ascendenza
|                                        |                                |                                       | Genitori                        |  |  | Nonni |  |  | Bisnonni                   |  |  | Trisnonni                 |  |
|                                        |                                |                                       |                                 |  |  |       |  |  | Giovanni VI del Portogallo |  |  | Pietro III del Portogallo |  |
|                                        |                                |                                       |                                 |  |  |       |  |  | Giovanni VI del Portogallo |  |  | Pietro III del Portogallo |  |
|                                        |                                | Maria I del Portogallo                |                                 |  |  |       |  |  | Giovanni VI del Portogallo |  |  |                           |  |
| Pietro IV del Portogallo               |                                |                                       |                                 |  |  |       |  |  | Giovanni VI del Portogallo |  |  |                           |  |
|                                        |                                | Carlotta Gioacchina di Borbone-Spagna | Carlo IV di Spagna              |  |  |       |  |  |                            |  |  |                           |  |
|                                        |                                | Carlotta Gioacchina di Borbone-Spagna | Carlo IV di Spagna              |  |  |       |  |  |                            |  |  |                           |  |
|                                        |                                | Carlotta Gioacchina di Borbone-Spagna | Maria Luisa di Borbone-Parma    |  |  |       |  |  |                            |  |  |                           |  |
| Pietro II del Brasile                  |                                | Carlotta Gioacchina di Borbone-Spagna |                                 |  |  |       |  |  |                            |  |  |                           |  |
|                                        |                                | Francesco II d'Asburgo-Lorena         | Leopoldo II d'Asburgo-Lorena    |  |  |       |  |  |                            |  |  |                           |  |
|                                        |                                | Francesco II d'Asburgo-Lorena         | Leopoldo II d'Asburgo-Lorena    |  |  |       |  |  |                            |  |  |                           |  |
|                                        |                                | Francesco II d'Asburgo-Lorena         | Maria Luisa di Borbone-Spagna   |  |  |       |  |  |                            |  |  |                           |  |
| Maria Leopoldina d'Asburgo-Lorena      |                                | Francesco II d'Asburgo-Lorena         |                                 |  |  |       |  |  |                            |  |  |                           |  |
|                                        |                                | Maria Teresa di Borbone-Due Sicilie   | Ferdinando I delle Due Sicilie  |  |  |       |  |  |                            |  |  |                           |  |
|                                        |                                | Maria Teresa di Borbone-Due Sicilie   | Ferdinando I delle Due Sicilie  |  |  |       |  |  |                            |  |  |                           |  |
|                                        |                                | Maria Teresa di Borbone-Due Sicilie   | Maria Carolina d'Asburgo-Lorena |  |  |       |  |  |                            |  |  |                           |  |
| Principessa Leopoldina del Brasile     |                                | Maria Teresa di Borbone-Due Sicilie   |                                 |  |  |       |  |  |                            |  |  |                           |  |
|                                        | Ferdinando I delle Due Sicilie | Carlo III di Spagna                   |                                 |  |  |       |  |  |                            |  |  |                           |  |
|                                        | Ferdinando I delle Due Sicilie | Carlo III di Spagna                   |                                 |  |  |       |  |  |                            |  |  |                           |  |
|                                        | Ferdinando I delle Due Sicilie | Maria Amalia di Sassonia              |                                 |  |  |       |  |  |                            |  |  |                           |  |
| Francesco I delle Due Sicilie          | Ferdinando I delle Due Sicilie |                                       |                                 |  |  |       |  |  |                            |  |  |                           |  |
|                                        |                                | Maria Carolina d'Asburgo-Lorena       | Francesco I di Lorena           |  |  |       |  |  |                            |  |  |                           |  |
|                                        |                                | Maria Carolina d'Asburgo-Lorena       | Francesco I di Lorena           |  |  |       |  |  |                            |  |  |                           |  |
|                                        |                                | Maria Carolina d'Asburgo-Lorena       | Maria Teresa d'Austria          |  |  |       |  |  |                            |  |  |                           |  |
| Teresa Cristina di Borbone-Due Sicilie |                                | Maria Carolina d'Asburgo-Lorena       |                                 |  |  |       |  |  |                            |  |  |                           |  |
|                                        |                                | Carlo IV di Spagna                    | Carlo III di Spagna             |  |  |       |  |  |                            |  |  |                           |  |
|                                        |                                | Carlo IV di Spagna                    | Carlo III di Spagna             |  |  |       |  |  |                            |  |  |                           |  |
|                                        |                                | Carlo IV di Spagna                    | Maria Amalia di Sassonia        |  |  |       |  |  |                            |  |  |                           |  |
| Maria Isabella di Borbone-Spagna       |                                | Carlo IV di Spagna                    |                                 |  |  |       |  |  |                            |  |  |                           |  |
|                                        |                                | Maria Luisa di Borbone-Parma          | Filippo I di Parma              |  |  |       |  |  |                            |  |  |                           |  |
|                                        |                                | Maria Luisa di Borbone-Parma          | Filippo I di Parma              |  |  |       |  |  |                            |  |  |                           |  |
|                                        |                                | Maria Luisa di Borbone-Parma          | Elisabetta di Borbone-Francia   |  |  |       |  |  |                            |  |  |                           |  |
|                                        |                                | Maria Luisa di Borbone-Parma          |                                 |  |  |       |  |  |                            |  |  |                           |  |